# Рілайн

Логотип кінофестивалю

Рілайн (англ. Reeling Film Fest) — Міжнародний ЛГБТ-кінофестиваль у Чикаго (англ. Chicago Gay and Lesbian International Film Festival). Фестиваль проходить з 1981 року і є другим найстарішим ЛГБТ-кінофорумом США.
Завдання Рілайн полягає у визнанні важливого внеску ЛГБТ-режисерів в розвиток культури, зміцненні різноманітності спільноти геїв, лесбійок, бісексуалів та трансгендерів, візуальне підтвердження існування в суспільстві ЛГБТ-осіб за допомогою підтримки й просування широкого спектра культурних заходів та художнього втілення ЛГБТ в кіно, відео й інших видах мистецтва. 

## Історія
Перший кінопоказ відбувся в квітні 1981 року у 90-місцевому переглядовому залі  організації кінематографістів м. Чикаго (англ. Chicago Filmmakers') на вулиці Західний Хаббард (англ. West Hubbard). Ентузіазм з приводу фестивалю дав змогу з боку організації Чиказьких кінематографістів продовжити фестиваль щорічною подією, яка триває і донині.
З 17 по 24 вересня 2015 року пройшов 33-ій Міжнародний ЛГБТ-кінофестиваль у Чикаго.

## Нагороди
На фестивалі вручаються чотири нагороди:
- Нагорода в номінації «Найкращий художній фільм»
- Нагорода в номінації «Найкращий документальний фільм»
- Нагорода в номінації «Найкращий експериментальний / анімаційний фільм»
- Нагорода в номінації «Найкраща короткометражка»
- Приз глядацьких симпатій
- Приз журі
- Best Narrative Feature

## Переможці[3]
| Рік  | «Найкращий художній фільм»                                               | Приз журі                                                     | Приз глядацьких симпатій                                                                 | «Найкраща короткометражка»                                                                      |
| ---- | ------------------------------------------------------------------------ | ------------------------------------------------------------- | ---------------------------------------------------------------------------------------- | ----------------------------------------------------------------------------------------------- |
| 1995 |                                                                          |                                                               |                                                                                          | «Луги, Айова» (Alkali, Iowa) реж. Марк Крістофер США                                            |
| 1998 |                                                                          | «Купюри» (Outtakes) реж. Кетрін Брукс, Карен Клопфенштейн США |                                                                                          |                                                                                                 |
| 2000 | «Евен і Чарлі» (Eban and Charley) реж. Джеймс Болтон США                 |                                                               |                                                                                          | «100% бавовна» (100% Cotton) реж. PJ Raval США                                                  |
| 2004 | «Сині Цитрусові Серця» (Blue Citrus Hearts) реж. Морган Джон Фокс США    |                                                               |                                                                                          |                                                                                                 |
| 2005 |                                                                          |                                                               | «Маленький чоловік» (Little Man) реж. Ніколь Конн Ірландія                               | «Мормонський візит» (Mormor's Visit) реж. Каспер Андреас США                                    |
| 2007 | «Цікавий Шанс» (The Curiosity of Chance) реж. Рассел П. Марло США        | «Бутч Джеймі» (Butch Jamie) реж. Мішель Елен США              |                                                                                          | «Парія» (Pariah) реж. Ді Ріса США                                                               |
| 2008 |                                                                          |                                                               | «Блакитний рубін» (Ruby Blue) реж. Ян Дан Велика Британія                                | «Стати щасливим» (Get Happy) реж. Марк Пейн США                                                 |
| 2009 | «Річки, що нахлинули на мене» (Rivers Wash Over Me) реж. Джон Г. Янг США |                                                               | «Нічні флаєри» (Night Fliers) реж. Сара Лінн Мартін США                                  | «У мене є дещо, щоб сказати вам» (ісп. Tengo algo que decirte) реж. Ана Торрес-Альварес Іспанія |
| 2010 | «Мати Земля» (Tierra madre) реж. Ділан Верречіа США                      |                                                               | «Джонні та Ліман: життя разом» (Johnny and Lyman: A Life Together) реж. Пол Детвілер США | «Партнери» (Bedfellows) реж. П'єр-Стефанос США                                                  |
| 2011 | «Морган» (Morgan) реж. Майкл Д. Ейкерс США                               |                                                               |                                                                                          |                                                                                                 |
| 2013 | «Вільне падіння» (нім. Freier Fall) реж. Штефан Лакант Німеччина         |                                                               |                                                                                          | «Лоллі-попс» (Lolli-Pops) реж. Марк Сінглетарі США                                              |
| 2014 | «З тих» (Ever) реж. Джош Бек США                                         |                                                               |                                                                                          |                                                                                                 |
| 2015 | «Сміливість сказати правду» (Fourth Man Out) реж. Ендрю Накман США       |                                                               |                                                                                          |                                                                                                 |